# (15037) Chassagne
(15037) Chassagne (1998 WN6) – planetoida z grupy pasa głównego asteroid okrążająca Słońce w ciągu 5,25 lat w średniej odległości 3,02 j.a. Odkryta 22 listopada 1998 roku.